# Квалификације за Конкакафов златни куп 2017. (плеј-оф ФСК–УНКАФ)

Конкакафов златни куп 2017. (плеј-оф ФСК–УНКАФ) (енгл. 2017 CONCACAF Gold Cup qualification (CFU–UNCAF play-off)) је био квалификациони плеј-оф који се играо у две утакмице, код куће и у гостима. Утакмицесу се играле у марту 2017. године како би се одредио коначан тим који ће учествовати на Златном купу Конкакафа 2017. Било је то друго издање такмичења.
Представник Карипског фудбалског савеза (КФС), Хаити, састао се у плеј-офу са репрезентацијом Централноамеричке фудбалске уније (УНКАФ) Никарагвом.
Утакмице су се одиграле 24. и 28. марта 2017. одине, пошто је то био једини међународни прозор у ФИФА међународном календару утакмица. Утакмица је одиграна након што су завршено доигравање за пето место Копа Центроамерикане 2017. и Купа Кариба 2017. године, али пре него што је заказан термин за Златни куп Конкакафа 2017. Конкакаф је извршио жреб како би одредио редослед утакмица у седишту Конкакафа у Мајами Бичу, Флорида, 3. фебруара 2017. у 12:00 ЕСТ (УТЦ−5).
Никарагва је надокнадила заостатак из прве утакмици од 3 : 1 и победила Хаити са 3 : 0 у реваншу и тиме победила у плеј-офу укупном резултатом од 4 : 3, квалификовавши се за свој други наступ у Златном купу и први од 2009. године.

## Qualified teams
| Зона  | Позиција                              | репрезентација |
| ----- | ------------------------------------- | -------------- |
| ФСК   | Куп Кариба 2017. пето место           | Хаити          |
| УНКАФ | Копа Центроамерикана 2017. Пето место | Никарагва      |

## Утакмице
Ако је нерешено и у укупном скору, гол у гостима је прво мерило које се узима у обзир.

### Прва утакмица
| Хаити                                        | 3 : 1    | Никарагва             |
| -------------------------------------------- | -------- | --------------------- |
| - Џеф Луис 18’, 55’ - Вајлд Доналд Герер 40’ | Извештај | - Карлос Чаварија 86’ |

### Друга утакмица
| Никарагва                          | 3 : 0    | Хаити |
| ---------------------------------- | -------- | ----- |
| - Хуан Барера 82’ (пен.), 86’, 88’ | Извештај |       |

Никарагва победио са укупним резултатом  4 : 3 и квалификовала се за Конкакафов златни куп 2017..